# 德国通报舰列表

威利·沃尔的石版画“狮鹫”号（左）、“流星”号（中）和“狩猎”号（右）

德国通报舰列表收录了一系列德国海军旗下的通报舰。从19世纪40年代的普鲁士海军开始，德国海军中服役一系列用于各种用途的通报舰，包括作为侦察、炮艇舰队的旗舰，以及派遣用舰只。首艘这一类型的舰只“普鲁西切尔·阿德勒”号，是1848年在第一次石勒苏益格战争期间普鲁士海军征用的民间货船，战后该舰被归还给民间。1850年，普鲁士军方从英国订购了两艘小型舰只，也就是尼克斯级的“尼克斯”号和“沙罗曼蛇”号。这两艘舰与“普鲁西切尔·阿德勒”号一样，都是明轮船。1856年，第一艘螺旋桨驱动的通报舰出现了，这就是法国建造的“格瑞尔”号。另一艘明轮船“罗蕾莱”号于1858年建成，是德国造船厂建造的第一艘明轮船。这些舰只许多后来被用作德国皇室的游艇。在普丹战争期间，“罗蕾莱”号和“普鲁西切尔·阿德勒”号分别参加了吕根岛战役和赫尔戈兰湾海战。
在1870年普法战争初期，普鲁士购买了“法尔克”号并征用了“波美拉尼亚”号。“格瑞尔”号在战争期间曾在波罗的海与法国军队交战，而其他舰只则未见到在战场上活跃。“齐腾”号是为当时的德意志帝国海军建造的第一艘装备鱼雷的通报舰，也是最后一艘在海外建造的德国大型军舰。19世纪80年代出现了一系列通报舰建造计划，包括两艘闪电级、一艘“狮鹫”号、两艘守望级以及两艘流星级。后两个舰级由于舰体小、速度欠佳而未能在服役中达到预期。其中仅就流星级而言，该舰级的发动机振动过大。“赫拉”号是最后一艘为帝国舰队建造的通报舰，于1895年完工。此后，德军建造轻型巡洋舰以取代通报舰，其中的首批就是瞪羚级小巡洋舰。该级舰设计方案结合了“赫拉”号最有益的特征以及同时期无防护巡洋舰的特点。“赫拉”号于1914年9月在第一次世界大战期间沉没。其他当时仍在服役的舰只在战争期间几乎没有得到充分运用，而且在一战结束后全部被报废并拆解。
这批舰只中的最后一艘——“格瑞尔”号建于20世纪30年代中期，曾用作阿道夫·希特勒的游艇。在第二次世界大战期间，该舰被作为布雷艇和训练舰。在被英国扣押之前，该舰又被用作驻扎在挪威的指挥舰。战后，该舰被卖给了私营业主，并最终在1951年报废。
| 主炮     | 主炮数量和类型                                       |
| 排水量   | 作战时舰只满载排水量                                 |
| 推进器   | 传动轴的数量，推进系统的类型、可提供的最高航速和功率 |
| 服役     | 舰只开建和结束建造的日期以及其最终结局               |
| 铺设龙骨 | 开始安放龙骨的日期                                   |
| 交付日期 | 舰只交付使用的日期                                   |
| 结局     | 舰只最终结局（例如沉没、拆解）                       |

## 各级概况

### “普鲁西切尔·阿德勒”号

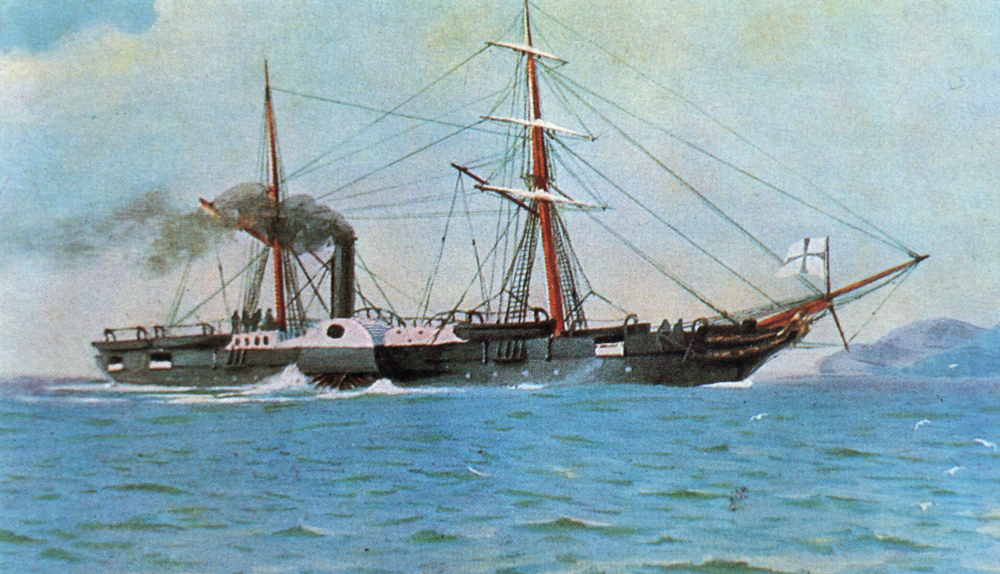
“普鲁西切尔·阿德勒”号的版画，克里斯托弗·雷夫绘制

“普鲁西切尔·阿德勒”号是一艘铁壳明轮船，最初是为普鲁士邮政服务建造，用于19世纪40年代中期普鲁士和俄罗斯之间邮包航线的邮轮。当时的普鲁士海军仅是一支只有少数几艘小帆船和装备加农炮的高低桅帆船的贫弱军队。在其服役生涯的早期，为了保卫普鲁士海岸免受更强大的丹麦皇家海军对普鲁士和其他德国港口实施的封锁，这艘船在第一次石勒苏益格战争期间被征用。此后，该船在普鲁士舰队的第一次海战中与丹麦双桅船“圣·克罗伊”号发生了短暂的交火。战后，该船又回归民用，直到1862年普鲁士东方铁路的扩张使其不再被重用。在普丹战争爆发的前夕，在地中海的该船与另两艘炮艇被下令返回普鲁士，但是却在战争爆发后才抵达。在赫尔戈兰湾海战中，“普鲁西切尔·阿德勒”号与两艘奥地利蒸汽巡航舰联手攻击丹麦的封锁舰队。1870年至1871年但普法战争期间，该舰担任普鲁士海军在波罗的海的舰队旗舰，但并没有参加任何行动。1872年，该船被降格担任辅助职务，包括作为训练船和渔业保护船，最终于1877年4月退役，两年后的1879年6月被当作靶舰击沉。
| 舰名                       | 主炮          | 排水量                 | 推进器                                                             | 服役     | 服役     | 服役                        |
| 舰名                       | 主炮          | 排水量                 | 推进器                                                             | 铺设龙骨 | 交付日期 | 结局                        |
| -------------------------- | ------------- | ---------------------- | ------------------------------------------------------------------ | -------- | -------- | --------------------------- |
| “普鲁西切尔·阿德勒”号 （） | 2门25磅迫击炮 | 1,430公噸（1,410長噸） | 两具桨轮，一台船用蒸汽机，时速10.5節（19.4每小時；12.1英里每小時） | 1846年   | 1846年   | 1879年6月26日被作为靶舰击沉 |

### 尼克斯级

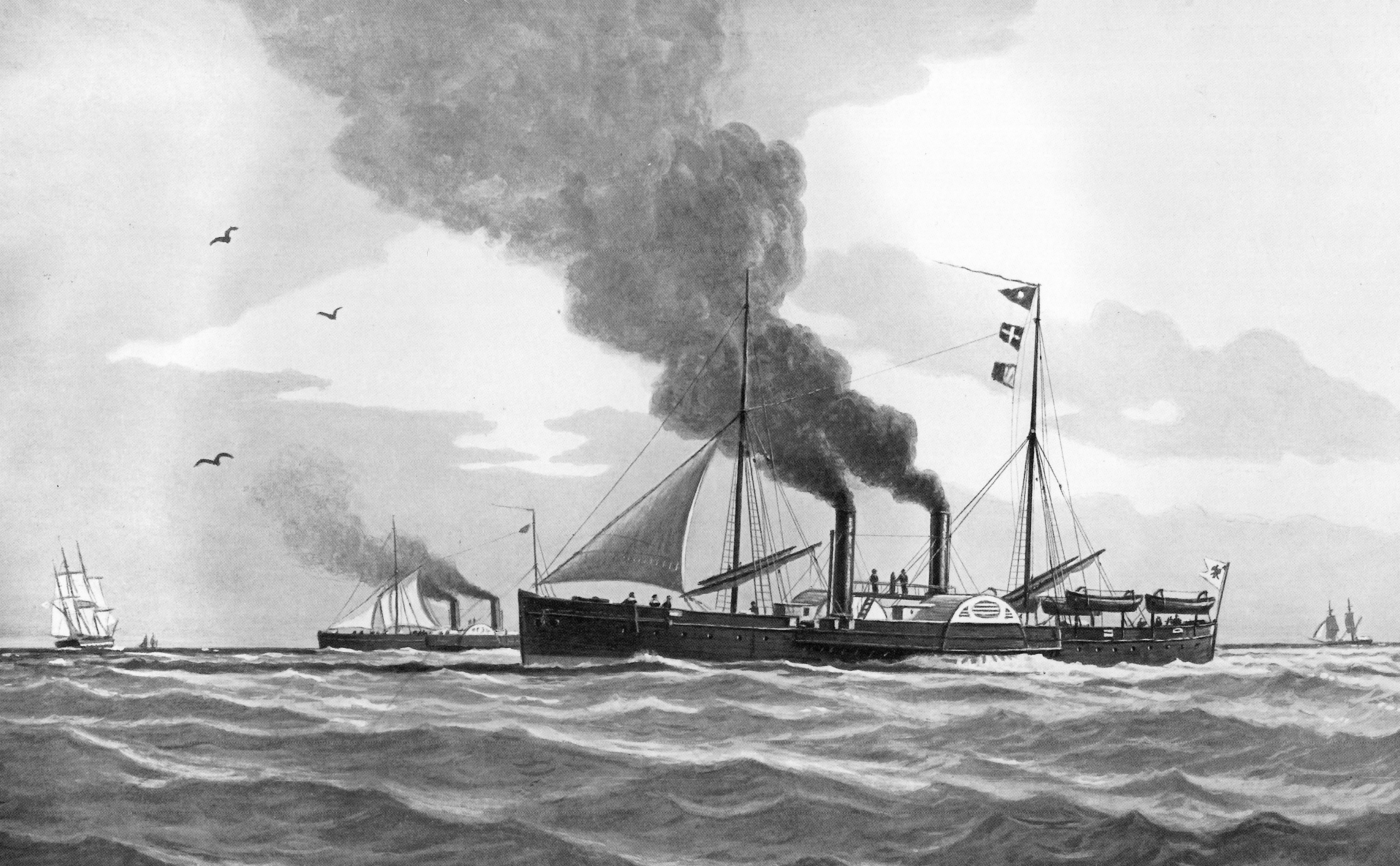
吕德·阿伦霍尔德1905年绘画中的“尼克斯”号和“沙罗曼蛇”号

作为扩充普鲁士舰队实力计划的一部分，两艘尼克斯级通报舰在第一次石勒苏益格战争爆发后立即被订购。阿达尔贝特亲王是主张建立更大规模海军的领军人物之一。他最初希望在普鲁士建造这些船只，但此时普鲁士国内造船商对蒸汽船建造几乎没有经验。因此在1850年时，普鲁士海军改为与一家英国公司签订新舰只的建造合同。
除了“尼克斯”号上曾多次发生锅炉起火事件外，该级舰只在普鲁士服役的经历被视为是短暂而平静的。然而普鲁士军方对这些舰只并不满意，其原因包括“尼克斯”号的火灾以及一般普鲁士水兵对操作蒸汽船并不熟悉。1855年，普鲁士将这两艘卖给英国，换来了“忒提斯”号巡防舰。此后“尼克斯”号和“沙罗曼蛇”号被分别更名为“威悉河”号（HMS Weser）和“新兵”号（HMS Recruit）。前者在当年晚些时候克里米亚战争的金伯恩半岛战役中参加了战斗，但是后来两艘战舰都很少在英国皇家海军中使用。两舰都在19世纪60年代中期退役，“新兵”号在1869年被当作废品出售，“威悉河”号1873年被拆解。
| 舰名                    | 主炮          | 排水量             | 推进器                                                      | 服役     | 服役     | 服役                       |
| 舰名                    | 主炮          | 排水量             | 推进器                                                      | 铺设龙骨 | 交付日期 | 结局                       |
| ----------------------- | ------------- | ------------------ | ----------------------------------------------------------- | -------- | -------- | -------------------------- |
| “尼克斯”号    | 4门25磅迫击炮 | 430公噸（420長噸） | 两具桨轮，2台船用蒸汽机，时速13節（24每小時；15英里每小時） | 1850年   | 1850年   | 1855年卖给英国，1873年拆解 |
| “沙罗曼蛇”号  | 4门25磅迫击炮 | 430公噸（420長噸） | 两具桨轮，2台船用蒸汽机，时速13節（24每小時；15英里每小時） | 1850年   | 1850年   | 1855年卖给英国，1869年拆解 |

### “格瑞尔”号

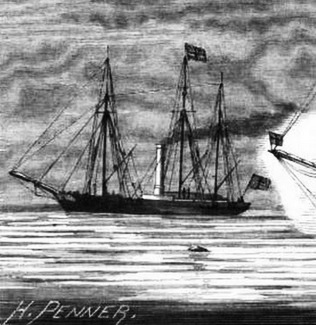
“格瑞尔”号

“格瑞尔”号于1855年订购，也是阿达尔贝特的舰队扩张计划其中之一。该船是第一艘使用螺旋桨而不是桨轮的早期蒸汽船只。该船最初没有配备武装，而是被用作皇家游艇，直到1864年普丹战争爆发。同年4月16日，该舰在阿达尔贝特的指挥下出动，攻击在波罗的海的丹麦封锁舰队。其结果是与丹麦“斯基尔”号（Skjold）风帆战列舰以及“西兰岛”号（Sjælland）蒸汽巡航舰爆发了短暂的冲突。接下来，该舰于4月24日与“托尔登斯科约德”号蒸汽巡航舰交战。到5月初，该舰又出动了两次，但两次都遭遇了实力远超于己的丹麦舰队，因此在进攻开始前就撤退了。
“格瑞尔”号在战后被改装成一艘游艇，并在1867年带着王储腓特烈参加了苏伊士运河的开幕式。在普法战争期间，该船再次在波罗的海服役，并在7月17日与法国的一个封锁中队交战，阻断了法国进攻希維諾烏伊希切的计划。“格瑞尔”号一直服役到1910年代初，担任过各种各样的角色，包括舰队侦察、补给和训练舰。作为米尔维克海军军官学校训练设施的一部分，该船被改装为“弗雷亚”号巡洋舰的补给船。1918年，作为帝国海军服役时间最长的舰只，已服役62年的该舰最后一次退役。1920年，该舰被当作废品出售。
| 舰名                  | 主炮        | 排水量             | 推进器                                                       | 服役     | 服役      | 服役         | 服役         |
| 舰名                  | 主炮        | 排水量             | 推进器                                                       | 铺设龙骨 | 下水      | 交付日期     | 结局         |
| --------------------- | ----------- | ------------------ | ------------------------------------------------------------ | -------- | --------- | ------------ | ------------ |
| “格瑞尔”号  | 2门12磅火炮 | 491公噸（483長噸） | 1具螺旋桨，1台船用蒸汽机，时速15節（28每小時；17英里每小時） | 1856年   | 1857年9月 | 1858年6月3日 | 1920年被拆毁 |

### “罗蕾莱”号

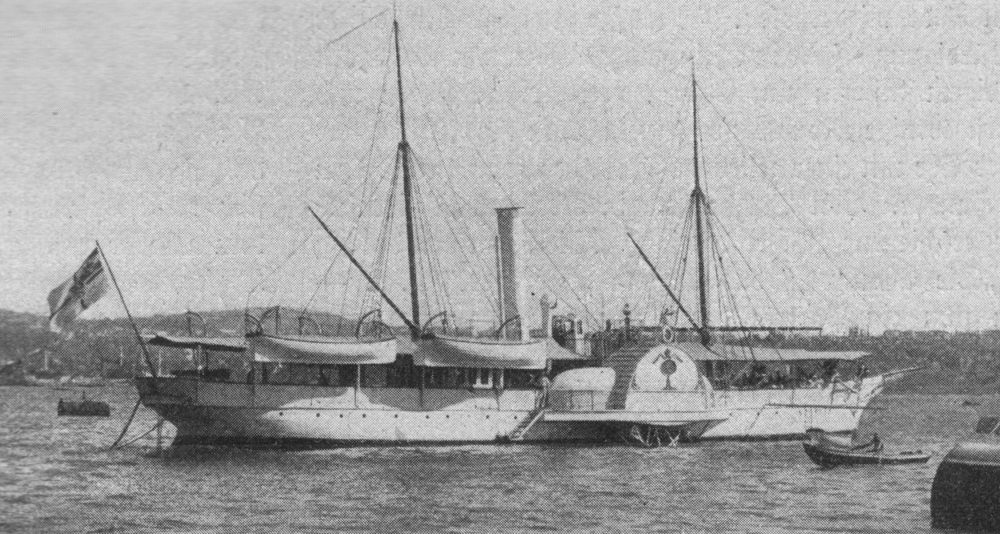
“罗蕾莱”号晚期的配置状态

19世纪50年代，由于“格瑞尔”号通报舰被征用作游艇，普鲁士海军决定需要另一艘通报舰作为保卫该国波罗的海海岸炮艇舰队的旗舰。此时，由于不相信螺旋推进以及铁质船体的长期效用，设计师们在这艘船的设计上又回到了桨轮和木质船体的传统方案。1860年，第二次意大利独立战争期间，这艘船前往地中海保护在意大利的普鲁士侨民。在第二次石勒苏益格战争期间，该舰于1864年3月参加了对抗丹麦封锁舰队的吕根岛海战，并在战斗中被一发炮弹击中。该舰在战后退役，并且在接下来的十年里再也没有服役。
到19世纪60年代末，“罗雷莱”号状况不佳，于1869-1873年进行了大规模翻新，导致一些历史学家将其前后两段服役经历视为两艘不同的船只。1879年，该舰成为驻扎奥斯曼帝国的首都君士坦丁堡的接驳船，这是克里米亚战争后所有欧洲列强都享有的权利（此举是为了反击俄罗斯的扩张而牺牲奥斯曼人的利益）。该舰之后一直在地中海地区进行巡航训练，并在1882年乌拉比革命期间帮助保护德国在埃及的利益，在1895年派人上岸保护德国公民免受奥斯曼帝国国内动乱的影响。到了1896年，该舰已经破旧不堪，并在当年晚些时候退役并被出售，但其最终结局则不得而知。
| 舰名                  | 主炮      | 排水量             | 推进器                                                       | 服役         | 服役          | 服役 |
| 舰名                  | 主炮      | 排水量             | 推进器                                                       | 铺设龙骨     | 交付日期      | 结局 |
| --------------------- | --------- | ------------------ | ------------------------------------------------------------ | ------------ | ------------- | ---- |
| “罗蕾莱”号  | 2门12磅炮 | 470公噸（460長噸） | 两具桨轮，一台船用蒸汽机，速度15節（28每小時；17英里每小時） | 1858年2月1日 | 1859年9月28日 | 未知 |

### “法尔克”号
“法尔克”号最初是英国建造者作为一个投机项目而建造的。英国佬原打算把这艘船卖给南部邦联海军用于美国内战期间偷过封锁线的船。然而，当造船完工时战争也已经结束了，因此造船厂失去了买家。之后，荷兰的一位私人船主买下了这艘船，将其重新命名为“海因里希·海斯特”号（Heinrich Heister），然后将其闲置在鹿特丹5年。1870年8月，也就是普法战争战争爆发后不久，这艘船被当时的北德意志邦联海军买入。但是在以“法尔克”号的名字服役后不久，该舰就被炮塔舰“阿米纽斯”号意外撞击并造成了严重的伤害，由此结束了作战生涯。在19世纪70年代，该舰一直在舰队中服役，但机械故障屡见不鲜。此后在19世纪80年代早期，该舰成为北海海军基地的供应舰。在这十年的后期，该舰被用于渔业保护直到1888年退役。最终该舰在1890年从海军序列中被除名，1892年被当作废品出售。
| 舰名                  | 主炮                   | 排水量                 | 推进器                                                       | 服役     | 服役          | 服役       |
| 舰名                  | 主炮                   | 排水量                 | 推进器                                                       | 铺设龙骨 | 交付日期      | 结局       |
| --------------------- | ---------------------- | ---------------------- | ------------------------------------------------------------ | -------- | ------------- | ---------- |
| “法尔克”号  | 2门12（4.7英寸）后膛炮 | 1,230公噸（1,210長噸） | 两具桨轮，一台船用蒸汽机，时速15節（28每小時；17英里每小時） | 1865年   | 1870年10月4日 | 1892年拆解 |

### “波美拉尼亚”号
“波美拉尼亚”号原本也是一艘为普鲁士邮政服务而建造的邮包蒸汽船，但其设计和建造的确切性质尚不清楚。该船由的建造计划由海军的首席设计师负责，建造费用也由海军资助，这使得海军历史学家汉斯·希尔德布兰德（Hans Hildebrand）、阿尔伯特·罗尔（Albert Röhr）和汉斯-奥托·施泰因梅茨（Hans-Otto Steinmetz）认为当时的德国海军希望拥有一艘可以在需要时征用但不必维护的蒸汽船。德国海军在普法战争期间将该船投入使用，但由于船员短缺，改装工作一直推迟到战后。这艘船在1871年和1872年被用于渔业调查，这项工作为1874年通过的德国渔业法案提供了科学依据。1876年，该舰随着铁甲舰训练舰队前往地中海，以响应在萨洛尼卡发生的德国外交官遇害事件。1877年至1878年俄土战争爆发后，该舰一直留在这一地区，并与“罗雷莱”号一起驻扎在君士坦丁堡。回到德国后，该舰在1881年至1884年期间担任北海海军基地的燃料补给船，此后被作为渔业保护船和调查船。1889年退役并于1890年除籍后，该舰被卖给一家船运公司，改造成一艘帆船并更名为“阿德勒”号（Adler）。1894年1月20日在改装后的首航中，该船遭遇一场暴风雨而失踪。
| 舰名                      | 主炮                | 排水量             | 推进器                                                             | 服役     | 服役          | 服役                                      |
| 舰名                      | 主炮                | 排水量             | 推进器                                                             | 铺设龙骨 | 交付日期      | 结局                                      |
| ------------------------- | ------------------- | ------------------ | ------------------------------------------------------------------ | -------- | ------------- | ----------------------------------------- |
| “波美拉尼亚”号  | 2门8（3.1英寸）箍炮 | 460公噸（450長噸） | 两具桨轮，一台船用蒸汽机，时速14.5節（26.9每小時；16.7英里每小時） | 1864年   | 1871年4月27日 | 改装成商船，1894年1月20日，在暴风雨中沉没 |

### “齐腾”号

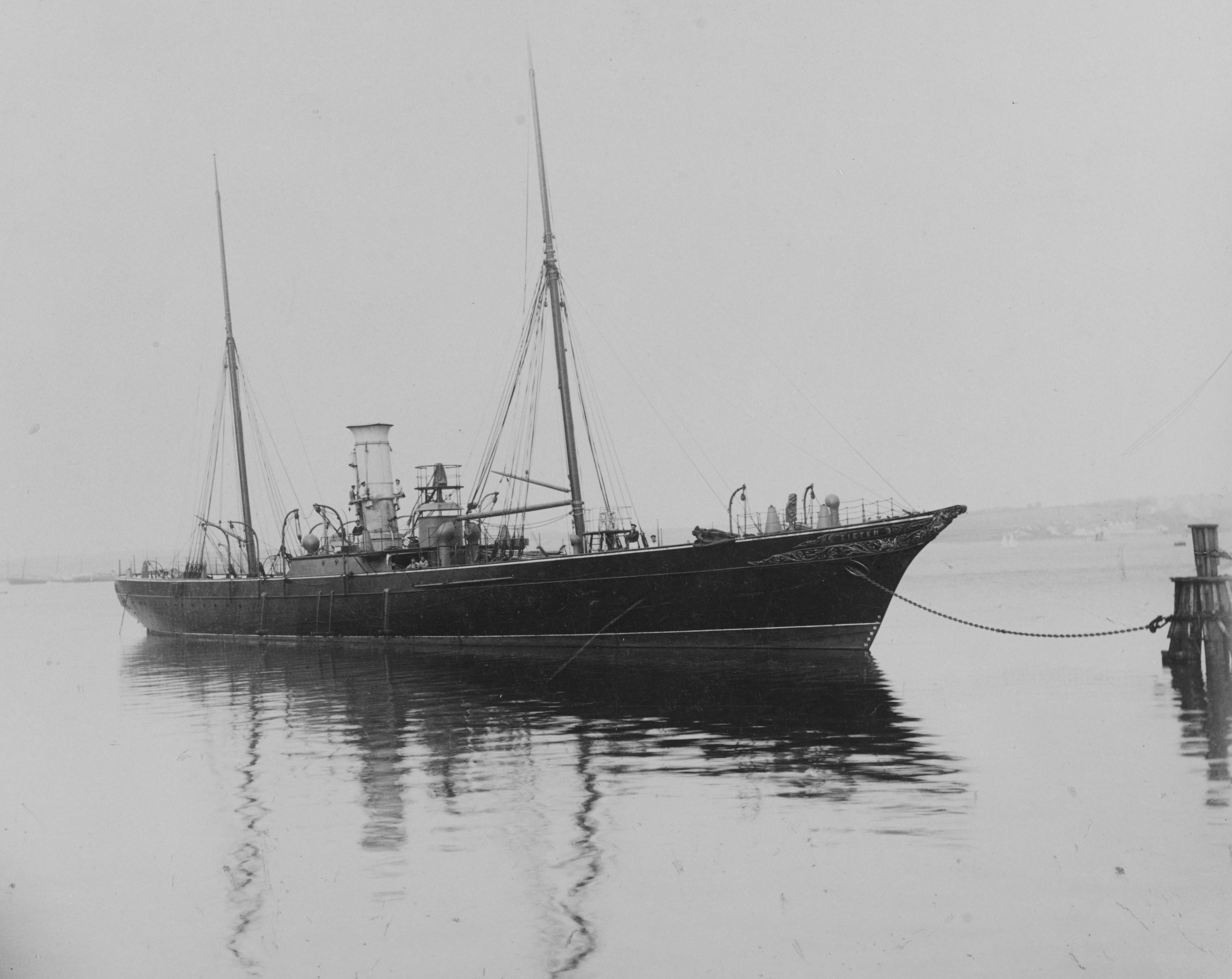
“齐腾”号

从1869年开始，北德联邦海军在阿尔布雷希特·冯·施托施的指挥下，开始考虑引入新的自行式怀特黑德鱼雷。1873年，施托施授权建造一艘新的通报舰来测试这种武器。建于泰晤士铁厂的“齐腾”号是德国舰队在海外建造的最后一艘大型战舰。事实证明，“齐腾”号的建造和使用所造成影响非常广泛，因为新鱼雷的实验不仅进一步推动了鱼雷装备舰只的建造，而且还激发了法国、意大利和奥匈帝国设计建造类似的军舰。奥匈帝国首席海军设计师约瑟·冯·洛马柯就以“齐腾”号为基础设计的扎拉级巡洋舰。
奥托·冯·迪德里克斯在舰上服役的第一年对装在舰首的鱼雷发射管进行了测试，结果显示位于吃水线以下的船体中的鱼雷发射管效果不佳。为此，迪德里克斯安排将鱼雷发射管移动到甲板上的旋转支架上。阿尔弗雷德·冯·提尔皮茨在1878年接任该舰指挥。在1880年的训练演习中，提尔皮茨通过击沉老旧的“巴巴洛沙”号邮船展示了该舰火力的有效性。1882年乌拉比革命期间，该舰与其他几艘军舰一起前往地中海。在19世纪90年代，该舰仅进行了有限服役，其中还曾被征用作渔船。1914年第一次世界大战开始之后，该舰被用作警备舰。最终，“齐腾”号在1921年被出售并拆解。
| 舰名                | 主炮                      | 排水量                 | 推进器                                                       | 服役     | 服役   | 服役         | 服役       |
| 舰名                | 主炮                      | 排水量                 | 推进器                                                       | 铺设龙骨 | 下水   | 交付日期     | 结局       |
| ------------------- | ------------------------- | ---------------------- | ------------------------------------------------------------ | -------- | ------ | ------------ | ---------- |
| “齐腾”号  | 2具38（15英寸）鱼雷发射管 | 1,170公噸（1,150長噸） | 2具螺旋桨，2台船用蒸汽机，时速16節（30每小時；18英里每小時） | 1875年   | 1876年 | 1876年8月1日 | 1921年拆除 |

### 闪电级

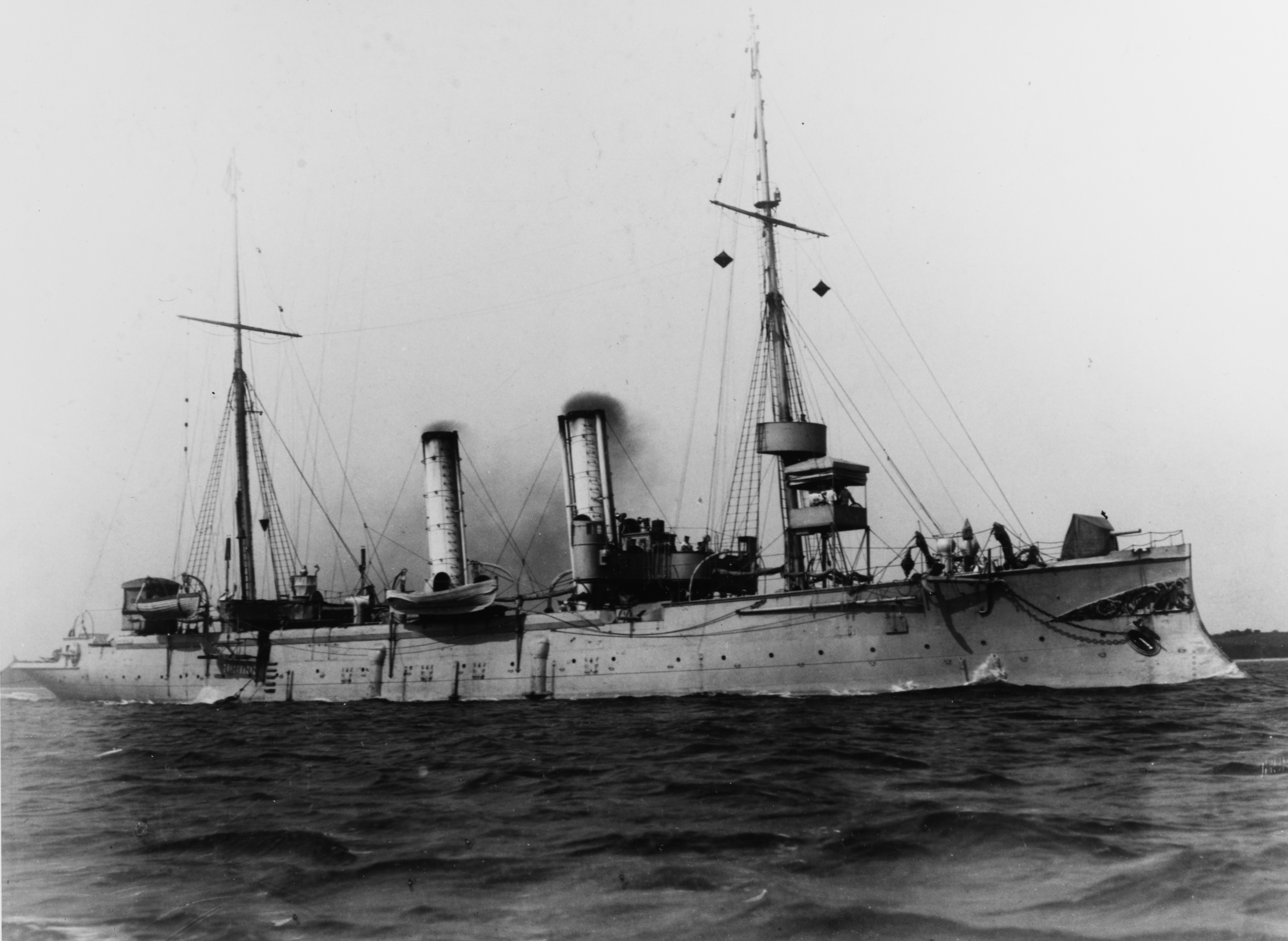
1899年的“箭”号

闪电级通报舰是为德国舰队建造的第一批现代化通报舰。它们同样也德国第一批放弃了传统的帆装的全钢制船体军舰。本级两舰的设计和建造为德国海军舰艇未来的发展提供了基础，并最终催生出了轻巡洋舰瞪羚级。两舰最初都装备有一门12.5（4.9英寸）炮和一具35（13.8英寸）鱼雷发射管。19世纪90年代早期，两舰的舰载武备得到了改进，其中就包括新增了两具鱼雷发射管。
两舰在超过三十年的服役生涯中被广泛运作。其中“闪电”号大部分时间都担任鱼雷艇队的先头舰，而“箭”号则在训练舰队和主力舰队中服役。1889年“箭”号被派往德属东非镇压阿布希里起义，并在1890年返回德国。在整个19世纪90年代，两舰与大舰队一起行动，并参加了每年例行的演习和训练巡航。19世纪末20世纪初，两舰担任了各种额外的角色，包括供应舰、渔业保护船和训练船。1900年代中期，两舰作为公海舰队战列舰分队的专用供应舰，并且在第一次世界大战开始时仍旧充当这一角色。1917年末，“闪电”号参加了波罗的海阿尔比恩行动，“箭”号后来被用作U型潜艇船员的训练船。两舰在20世纪20年代早期被废弃，并被拆解出售。
| 舰名          | 主炮                                                     | 排水量                 | 推进器                                                             | 服役     | 服役          | 服役           | 服役              |
| 舰名          | 主炮                                                     | 排水量                 | 推进器                                                             | 铺设龙骨 | 下水          | 交付日期       | 结局              |
| ------------- | -------------------------------------------------------- | ---------------------- | ------------------------------------------------------------------ | -------- | ------------- | -------------- | ----------------- |
| “闪电”号 （） | 1门12.5（4.9英寸）K L/23舰炮 1具35（13.8英寸）鱼雷发射管 | 1,486公噸（1,463長噸） | 2具螺旋桨，2台船用蒸汽机，时速15.7節（29.1每小時；18.1英里每小時） | 1881年   | 1882年8月26日 | 1883年3月28日  | 1921年3月8日除籍  |
| “箭”号 （）   | 1门12.5（4.9英寸）K L/23舰炮 1具35（13.8英寸）鱼雷发射管 | 1,486公噸（1,463長噸） | 2具螺旋桨，2台船用蒸汽机，时速15.7節（29.1每小時；18.1英里每小時） | 1881年   | 1882年9月16日 | 1884年11月25日 | 1922年2月16日除籍 |

### “狮鹫”号
“狮鹫”号是在鱼雷逐步成为制式装备的时候设计的，该舰的出现进一步推动了“绿水学派”的发展。这一学派主张以廉价的鱼雷艇来摧毁昂贵的战列舰。该舰的建造目的是为了保护舰队主力舰免受鱼雷艇的攻击，为此，舰上携带由一组10.5（4.1英寸）以及3.7（1.5英寸）的火炮。于同时期其他德国军舰不同，该舰没有装备鱼雷发射管。“狮鹫”号并不是一艘成功的军舰，其大部分服役时间都是处于闲置状态。
建成于1887年的“狮鹫”号直到1889年才正式服役。然而该舰仅在舰队中服役到1890年10月，然后就被委派进行鱼雷测试，直到1894年退役。在1897年5月重新服役后，该舰担任了两年的舰队侦察舰，之后再次被降为次要角色，其中包括作为训练船。1900年9月，该舰最后一次退役。“狮鹫”号最终于1912年被从海军序列中除籍，1915年在第一次世界大战期间被拆除武装，并在1917年被用作水雷储存船。战后，该舰于1921年被卖给拆船业者，并在汉堡被拆解。
| 船舶          | 军备                       | 排水量                 | 推进器                                                       | 服役     | 服役      | 服役         | 服役       |
| 船舶          | 军备                       | 排水量                 | 推进器                                                       | 铺设龙骨 | 下水      | 交付日期     | 结局       |
| ------------- | -------------------------- | ---------------------- | ------------------------------------------------------------ | -------- | --------- | ------------ | ---------- |
| “狮鹫”号 （） | 2门10.5（4.1英寸）L/35舰炮 | 2,266公噸（2,230長噸） | 2具螺旋桨，2台船用蒸汽机，时速18節（33每小時；21英里每小時） | 1885年   | 1886年7月 | 1887年7月9日 | 1921年拆解 |

### 守望级

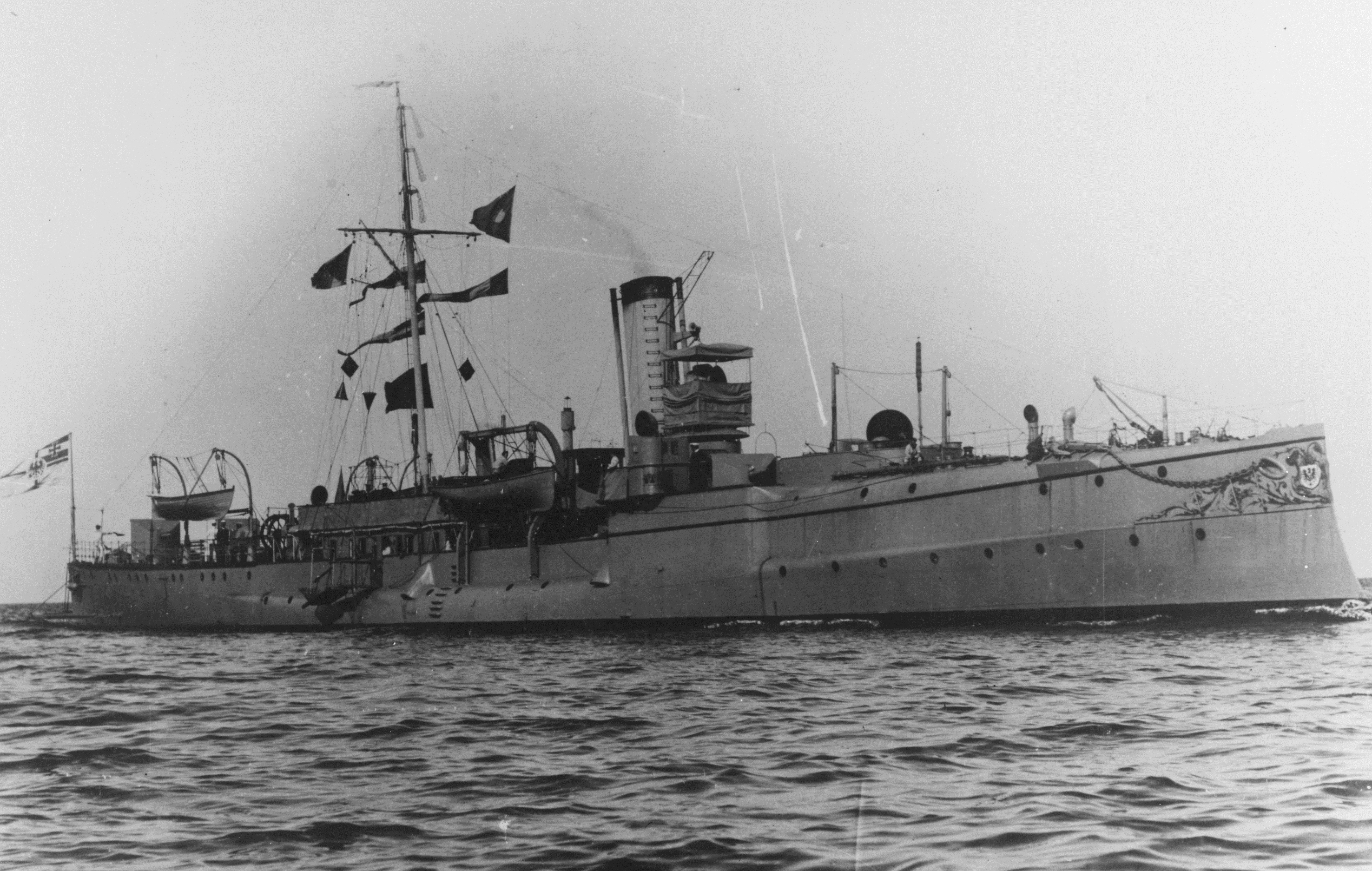
1899年的“守望”号

1883年，列奥·冯·卡普里维将军被任命为德国海军部长后，海军开始更认真地试验鱼雷艇。卡普里维采纳了部分“绿水学派”的理念，其中最重要的理论是认为比起更大、更昂贵的铁甲舰，廉价的鱼雷艇更可以用于海岸防御。这一战略也得到了反对扩大海军预算的帝国议会的支持。卡普里维为此订购了两艘守望级通报舰。该舰级具备能够与鱼雷艇编队一起进行攻击的特点。然而比起较为平衡的闪电级，本舰级选择牺牲火炮装备以及舰体尺寸（因此也牺牲了航海能力）来换取较高的航速。但是守望级在服役中的表现令人感到失望。
这两艘军舰都曾在德国主要舰队服役。两舰主要用于和平时期的训练和舰队演习。1901年9月，在年度的舰队演习中，“守望”号意外与铁甲舰“萨克森”号发生碰撞并很快就沉没了。“狩猎”号在这之后又继续服役了三年，之后退出服役，并在随后的16年中先后担任各种角色。1920年，该舰被报废出售。
| 舰名          | 主炮                                             | 排水量                 | 推进器                                                       | 服役      | 服役          | 服役          | 服役             |
| 舰名          | 主炮                                             | 排水量                 | 推进器                                                       | 铺设龙骨  | 下水          | 交付日期      | 结局             |
| ------------- | ------------------------------------------------ | ---------------------- | ------------------------------------------------------------ | --------- | ------------- | ------------- | ---------------- |
| “守望”号 （） | 3门10.5（4.1英寸）L/35炮 3具35（13.8英寸）鱼雷管 | 1,499公噸（1,475長噸） | 2具螺旋桨，2台船用蒸汽机，时速19節（35每小時；22英里每小時） | 1886年8月 | 1887年8月27日 | 1888年8月9日  | 1901年9月4日沉没 |
| “狩猎”号 （） | 3门10.5（4.1英寸）L/35炮 3具35（13.8英寸）鱼雷管 | 1,499公噸（1,475長噸） | 2具螺旋桨，2台船用蒸汽机，时速19節（35每小時；22英里每小時） | 1887年    | 1888年7月7日  | 1889年6月25日 | 1920年拆解       |

### 流星级

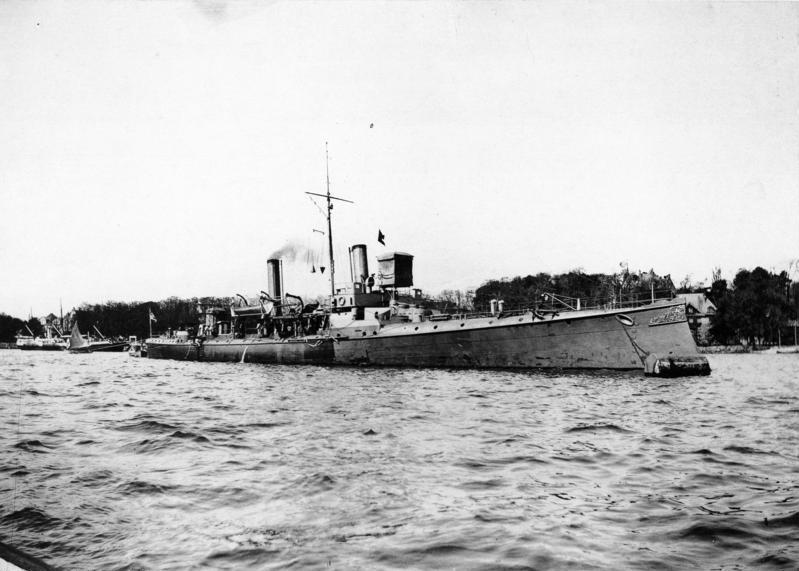
“流星”号停泊中

与德国早期设计建造的通报舰不同，流星级是为了保护舰队的主力舰免受敌方鱼雷艇的攻击而设计改进。该级舰只装备了四门8.8（3.5英寸）速射炮。然而实际运作中两舰均出现过严重问题，包括船舶耐波性差和螺旋桨轴过度振动。为此两舰服役期间都不是十分活跃，“彗星”号在仅有的服役活动中测试了一系列最终并未改善先天设计缺陷的改造方案。“流星”号的服役生涯则比较活跃，1893-1894年在舰队服役，1895-1896年又作为渔业保护船服役。但是该舰的大部分时间都在后备役中度过。这两艘舰只都在1896年退役，并在1911年从海军登记册中被除名。“流星”号当时被用作军营船，而“彗星”号则被用作废船。这两艘船分别在1919年和1921年被拆解。
| 舰名          | 主炮                                       | 排水量                 | 推进器                                                             | 服役     | 服役          | 服役       |
| 舰名          | 主炮                                       | 排水量                 | 推进器                                                             | 铺设龙骨 | 交付日期      | 结局       |
| ------------- | ------------------------------------------ | ---------------------- | ------------------------------------------------------------------ | -------- | ------------- | ---------- |
| “流星”号 （） | 4门88（3.5英寸）炮 3具35（13.8英寸）鱼雷管 | 1,078公噸（1,061長噸） | 2具螺旋桨，2台船用蒸汽机，时速19.5節（36.1每小時；22.4英里每小時） | 1888年   | 1891年5月19日 | 1919年拆解 |
| “彗星”号 （） | 4门88（3.5英寸）炮 3具35（13.8英寸）鱼雷管 | 1,117公噸（1,099長噸） | 2具螺旋桨，2台船用蒸汽机，时速19.5節（36.1每小時；22.4英里每小時） | 1890年   | 1893年4月29日 | 1920年拆解 |

### “赫拉”号

1902年“赫拉”号的石版画

“赫拉”号的设计主要是通过增加尺寸来提高适航性，以纠正守望级和流星级设计方案中的诸多不足之处。该舰的航速也更快了1节，这增加了其作为舰队侦察舰的实用性。尽管如此，该舰的武器装备在舰队服役过程中被证明还是太弱了。为此，德国海军结合了“赫拉”号以及在19世纪80年代到90年代间建造的诸多无防护巡洋舰的优点而建造了瞪羚级轻巡洋舰，这也是德国海军建造的首批轻巡洋舰。
该船从1898年到1902年在舰队中服役。其中，1900年中到1901年中，该舰曾作为远征军的一部分被派往清朝帮助镇压义和团运动。海军指挥部认为其舰载武装不足以进行前线作战，因此在1903年至1910年期间进行了大规模的现代化改造。此后该舰一直作为补给舰直到一战爆发。之后，该舰被派去支援德意志湾的巡逻任务。该舰也在1914年8月参加了赫尔戈兰湾战役，但没有直接参战。次月，该舰在离开赫尔戈兰岛时被英国潜艇“E9”号以鱼雷击沉，所幸只有两人在这次事件中丧生。
| 舰名          | 主炮                                 | 排水量                 | 推进器                                                       | 服役     | 服役         | 服役              |
| 舰名          | 主炮                                 | 排水量                 | 推进器                                                       | 铺设龙骨 | 交付日期     | 结局              |
| ------------- | ------------------------------------ | ---------------------- | ------------------------------------------------------------ | -------- | ------------ | ----------------- |
| “赫拉”号 （） | 4门8.8厘米炮 3具45（17.7英寸）鱼雷管 | 2,082公噸（2,049長噸） | 2具螺旋桨，2台三胀蒸汽机，时速20節（37每小時；23英里每小時） | 1893年   | 1896年5月3日 | 1914年9月13日沉没 |

### “格瑞尔”号

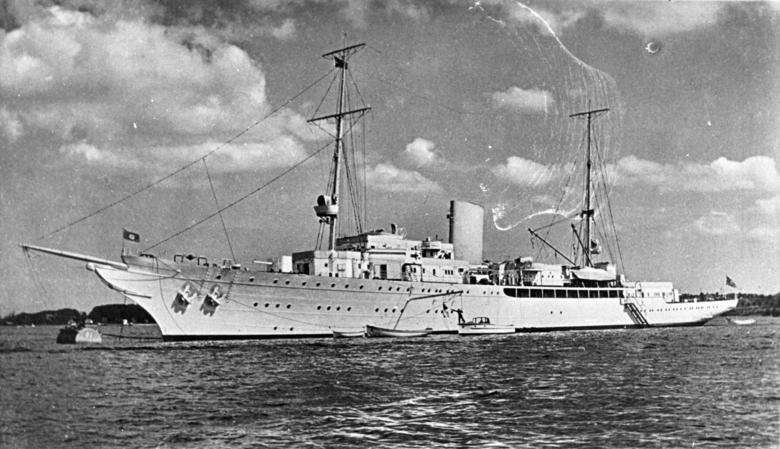
30年代的“格瑞尔”号

“格瑞尔”号是最后一艘在德国建造的通报舰，该船原本被作为独裁者阿道夫·希特勒和其他纳粹政权成员的国家游艇。船上安装有实验性的高压蒸汽涡轮机，以便为未来的军舰进行装备评估。该舰在德国海军服役生涯中曾扮演了诸多角色。在20世纪30年代末，该舰同时担负游艇、训练船以及鱼雷训练靶舰等任务。在第二次世界大战开始后，该舰在1940年9月“海狮行动”被取消之前，曾短暂地以辅助布雷舰的身份参加这项行动。在1941年中期德国入侵苏联的“巴巴罗萨行动”期间，该舰也曾被用来布设雷区。之后该舰又被改为训练舰。1942年3月后，该舰被降级为挪威海军的指挥舰。1945年5月战争结束时，该舰被英国军队扣押。此后，“格瑞尔”号被卖给一名黎巴嫩商人。在抵达贝鲁特后，由于被误认为会在巴勒斯坦内战期间用来对付犹太军队，“格瑞尔”号于1947年遭到犹太突击队的袭击。最终“格瑞尔”号最终被卖给了美国的拆船厂，并于1951年被拆解。
| 舰名                  | 主炮                           | 排水量                 | 推进器                                                         | 服役      | 服役          | 服役       |
| 舰名                  | 主炮                           | 排水量                 | 推进器                                                         | 铺设龙骨  | 交付日期      | 结局       |
| --------------------- | ------------------------------ | ---------------------- | -------------------------------------------------------------- | --------- | ------------- | ---------- |
| “格瑞尔”号  | 3门12.7厘米(5英寸) SK C/34舰炮 | 3,430長噸（3,490公噸） | 2具螺旋桨，2台齿轮式涡轮机，时速26節（48每小時；30英里每小時） | 1934年6月 | 1935年5月19日 | 1951年拆解 |

## 脚注

### 引文
1. ↑  劳伦斯 (2013)，第38頁.
2. ↑  郭威 (2007)，第119頁.
3. 1 2 3 4 5  顾慧丽 (1998)，第174頁.
4. ↑  劳伦斯 (2013)，第70頁.
5. 1 2  劳伦斯 (2013)，第88頁.
6. ↑  劳伦斯 (2013)，第129頁.
7. ↑  日本海人社 (2010)，第18頁.
8. ↑  日本海人社 (2010)，第27頁.
9. ↑  日本海人社 (2010)，第28頁.
10. ↑  Gröner (1990)，第ix頁.
11. 1 2 3 4  Gröner (1990)，第79頁.
12. ↑  Sondhaus (1997)，第37頁.
13. ↑  劳伦斯 (2013)，第36頁.
14. ↑  江泓 (2016)，第14頁.
15. ↑  张黎源 (2020)，第160頁.
16. 1 2 3 4  Hildebrand, Röhr, & Steinmetz Vol. 7，第17–23頁.
17. ↑  Embree (2007)，第280–286頁.
18. ↑  Hildebrand, Röhr, & Steinmetz Vol. 6，第162頁.
19. ↑  Sondhaus (1997)，第43頁.
20. ↑  李昊 (2019)，第70頁.
21. ↑  劳伦斯 (2013)，第51頁.
22. 1 2  李昊 (2019)，第273頁.
23. 1 2  Hildebrand, Röhr, & Steinmetz Vol. 6，第162–163頁.
24. 1 2  Hildebrand, Röhr, & Steinmetz Vol. 7，第98–99頁.
25. ↑  Heathcote (2002)，第53頁.
26. 1 2 3  Gröner (1990)，第82頁.
27. ↑  Sondhaus (1997)，第55, 58頁.
28. ↑  劳伦斯 (2013)，第31頁.
29. ↑  布鲁斯·泰勒 (2021)，第146頁.
30. ↑  Hildebrand, Röhr, & Steinmetz Vol. 4，第26頁.
31. ↑  Sondhaus (1997)，第72, 76頁.
32. ↑  Embree (2007)，第278–279頁.
33. ↑  洪漫 (2013)，第253頁.
34. ↑  日本海人社 (2010)，第45頁.
35. ↑  Hildebrand, Röhr, & Steinmetz Vol. 4，第27–30頁.
36. 1 2 3 4  Gröner (1990)，第84頁.
37. 1 2 3  Hildebrand, Röhr, & Steinmetz Vol. 4，第26–30頁.
38. ↑  Hildebrand, Röhr, & Steinmetz Vol. 5，第225頁.
39. ↑  Hildebrand, Röhr, & Steinmetz Vol. 5，第227–229頁.
40. 1 2 3  Gröner (1990)，第84–85頁.
41. 1 2 3  Hildebrand, Röhr, & Steinmetz Vol. 5，第224–229頁.
42. ↑  四川外语学院 (1979)，第346頁.
43. ↑  张威 (2011)，第206頁.
44. ↑  张黎源 (2020)，第222頁.
45. ↑  顾慧丽 (1998)，第20頁.
46. 1 2  《船舶名词术语》编订组 (1979)，第9頁.
47. ↑  Gröner (1990)，第87–88頁.
48. 1 2 3 4  Hildebrand, Röhr, & Steinmetz Vol. 3，第74–76頁.
49. ↑  梅德明 (2012)，第716頁.
50. 1 2 3 4 5 6  Gröner (1990)，第88頁.
51. ↑  Hildebrand, Röhr, & Steinmetz Vol. 6，第235–236頁.
52. ↑  Sondhaus (1997)，第93頁.
53. 1 2 3  Hildebrand, Röhr, & Steinmetz Vol. 6，第234–236頁.
54. ↑  Gottschall (2003)，第48頁.
55. ↑  Lyon (1979)，第256頁.
56. ↑  Ropp (1987)，第130–131, 136頁.
57. ↑  郭威 (2007)，第246頁.
58. ↑  军情视点 (2014)，第75頁.
59. ↑  周新民 (2001)，第39頁.
60. ↑  Bilzer，第21–22頁.
61. ↑  顾慧丽 (1998)，第45頁.
62. ↑  徐钟 (2006)，第813頁.
63. ↑  《英汉舰船科技词汇》编辑组 (1975)，第572頁.
64. ↑  Gottschall (2003)，第51–52頁.
65. 1 2 3 4 5 6 7  Gröner (1990)，第89頁.
66. ↑  顾慧丽 (1998)，第280頁.
67. ↑  Sondhaus (1997)，第137頁.
68. ↑  Lyon (1979)，第258頁.
69. 1 2 3 4  Gröner (1990)，第91頁.
70. ↑  李浑成 (1998)，第1663頁.
71. ↑  章骞 (2013)，第12頁.
72. ↑  袁随善 & 何志刚 (1992)，第1001頁.
73. ↑  赵俊 (2021)，第355頁.
74. ↑  Hildebrand, Röhr, & Steinmetz Vol. 2，第91–93頁.
75. ↑  Hildebrand, Röhr, & Steinmetz Vol. 6，第225–226頁.
76. 1 2 3  Hildebrand, Röhr, & Steinmetz Vol. 2，第90–91頁.
77. 1 2  日本海人社 (2010)，第14頁.
78. 1 2 3  Hildebrand, Röhr, & Steinmetz Vol. 6，第226頁.
79. ↑  Hildebrand, Röhr, & Steinmetz Vol. 4，第18頁.
80. ↑  Sondhaus (1997)，第158–160頁.
81. ↑  Hildebrand, Röhr, & Steinmetz Vol. 4，第18–19頁.
82. 1 2 3 4 5 6  Gröner (1990)，第93頁.
83. 1 2 3 4  Hildebrand, Röhr, & Steinmetz Vol. 8，第60頁.
84. ↑  Sondhaus (1997)，第158–159頁.
85. ↑  顾慧丽 (1998)，第247頁.
86. 1 2 3 4  Hildebrand, Röhr, & Steinmetz Vol. 4，第217頁.
87. ↑  Hildebrand, Röhr, & Steinmetz Vol. 8，第60–61頁.
88. 1 2 3 4  Gröner (1990)，第95–96頁.
89. ↑  日本海人社 (2010)，第22頁.
90. ↑  上海交通大学 (1991)，第707頁.
91. ↑  梁学伦 (1996)，第144頁.
92. ↑  Hildebrand, Röhr, & Steinmetz Vol. 2，第188頁.
93. ↑  Hildebrand, Röhr, & Steinmetz Vol. 6，第81–82頁.
94. 1 2 3 4 5 6 7 8 9 10  Gröner (1990)，第96頁.
95. ↑  Lyon (1979)，第249, 256–258頁.
96. ↑  Gardiner，第249, 256–258頁.
97. ↑  Hildebrand, Röhr, & Steinmetz Vol. 4，第109–110頁.
98. 1 2 3 4 5 6  Gröner (1990)，第99頁.
99. ↑  Hildebrand, Röhr, & Steinmetz Vol. 4，第31–33頁.
100. ↑  Sieche (1980)，第253頁.
101. ↑  Friedman.
102. 1 2 3 4 5 6  Gardiner & Chesneau (1980)，第253頁.

## 期刊来源
- 周新民. . 现代舰船. 2001, (11): 38-40 （中文（中国大陆））.